# Heino Kleiminger
Heino Kleiminger (Wismar, 3 de febrero de 1939 - Rostock, 16 de abril de 2015) fue un futbolista alemán que jugaba en la demarcación de delantero.

## Biografía
Debutó como futbolista en 1956 con el FC Hansa Rostock a manos del entrenador Heinz Krügel. En su temporada debut quedó en segunda posición en la DDR Liga, ascendiendo así a la máxima categoría del fútbol alemán. Desde entonces jugó siempre en la DDR-Oberliga. Su mejor posición en liga fue el segundo puesto conseguido en 1962, 1963, 1964 y en 1968, llegando además a la final de copa en 1960 y en 1967, perdiendo ambas. En 1970 dejó el club para fichar por el TSG Wismar hasta 1974, año en el que se retiró.
Falleció el 16 de abril de 2015 en Rostock a los 76 años de edad.

## Selección nacional
Jugó un total de cuatro partidos con la selección de fútbol de Alemania Occidental. Debutó el 4 de septiembre de 1963 contra Bulgaria en un partido amistoso que finalizó por 1-1. En su segundo partido marcó su primer gol como internacional, contra Birmania. En su tercer partido, contra Sri Lanka marcó cuatro goles, en un partido que acabó por 1-12 a favor del combinado germano. Su cuarto y último partido lo jugó el 23 de febrero de 1964 en un partido amistoso contra Ghana.

### Goles internacionales
| # | Fecha                   | Estadio                                    | Oponente  | Gol  | Resultado | Competición |
| - | ----------------------- | ------------------------------------------ | --------- | ---- | --------- | ----------- |
| 1 | 17 de diciembre de 1963 | Estadio Bogyoke Aung San, Rangún, Birmania | Birmania  | 0–3  | 1-5       | Amistoso    |
| 2 | 12 de enero de 1964     | Estadio Sugathadasa, Colombo, Sri Lanka    | Sri Lanka | 0–1  | 1–12      | Amistoso    |
| 3 | 12 de enero de 1964     | Estadio Sugathadasa, Colombo, Sri Lanka    | Sri Lanka | 0–5  | 1–12      | Amistoso    |
| 4 | 12 de enero de 1964     | Estadio Sugathadasa, Colombo, Sri Lanka    | Sri Lanka | 0–9  | 1–12      | Amistoso    |
| 5 | 12 de enero de 1964     | Estadio Sugathadasa, Colombo, Sri Lanka    | Sri Lanka | 1–11 | 1–12      | Amistoso    |